# Mister Mosquito
Mister Mosquito, được đánh vần thành Mr Moskeeto trong bản hệ PAL và được biết đến ở Nhật Bản dưới tên gọi Ka (蚊 con muỗi), là một game hành động mô phỏng do hãng ZOOM Inc. phát triển dành cho hệ máy video game console PlayStation 2 (PS2). Trò chơi này được Sony phát hành lần đầu tiên vào ngày 21 tháng 6 năm 2001 và tháng 3 năm sau tại các vùng lãnh thổ khác là một phần trong nhãn hiệu "Fresh Games" của Eidos Interactive.
Người chơi điều khiển một con muỗi mang tên "Mister Mosquito", là người hùng đúng theo tên gọi của trò chơi có dịp trú ngụ trong ngôi nhà của gia đình Yamada, những con người tràn đầy sức sống đóng vai trò là nguồn thức ăn của nhân vật chính trong game. Mục tiêu của trò chơi là để chú muỗi dự trữ máu vào mùa hè và có cơ hội tồn tại vào mùa đông trước mắt. Người chơi được giao nhiệm vụ hút máu từ các bộ phận cơ thể cụ thể của các thành viên trong gia đình mà không bị chú ý. Nếu không cẩn thận, nạn nhân sẽ bị ngứa đến nổi đánh chết con muỗi.

## Lối chơi
Trò chơi xoay quanh một chuyện: hút máu từ gia đình Yamada trong khi họ làm công việc của mình như thường lệ. Tuy nhiên, người chơi chỉ có thể hút từ một vùng cơ thể được chỉ định sẽ chỉ hiện ra vào những thời điểm cụ thể. Mỗi thành viên trong gia đình tuân theo một mẫu chuyển động. Bằng cách bám theo các động tác này, người chơi phải điền vào một hạn ngạch máu cho từng giai đoạn. Thách thức trong việc hút máu là mỗi nạn nhân có một cột "đồng hồ căng thẳng". Người chơi phải đảm bảo rằng nạn nhân không hề hay biết. Hút quá nhanh hoặc quá chậm sẽ làm tăng mức căng thẳng của nạn nhân. Nếu Mister Mosquito bị tát trúng trong khi hút máu, tức thì cái chết xảy ra. Nếu người chơi để nạn nhân phát hiện khi đang bay, sẽ làm khởi động cơ chế chiến đấu gọi là Battle Mode, có liên quan đến kiểu đấu trùm. Nạn nhân cố gắng tấn công Mister Mosquito bằng nhiều cách khác nhau. Để khiến họ bình tĩnh trở lại, người chơi phải đạt được một số điểm áp lực, giải tỏa căng thẳng. Một khi họ đã được thư giãn đủ, họ trở lại công việc của mình.
Game được tạo thành từ một loạt các màn chơi phải được mở theo thứ tự bằng cách hoàn thành mỗi màn trước đó. Người chơi có thể lựa chọn con đường của mình qua từng màn chơi riêng. Vào lúc khởi đầu mỗi màn là một bản tóm tắt chi tiết liệt kê căn phòng, nạn nhân và khu vực trên cơ thể của họ để người chơi hút máu, và bất kỳ mối nguy hiểm phổ biến nào khác. Các phòng ở mỗi màn đều được tự do khám phá. Mỗi phòng đều có đồ vật ẩn nằm sâu trong những nơi tối tăm có thể mang lại nhiều lợi ích cho người chơi.

## Phát triển
Mister Mosquito được công bố lần đầu tiên vào tháng 3 năm 2001 ngay trước khi diễn ra Tokyo Game Show. Tiêu đề dự kiến của trò chơi là Ka: Yamada-ke No Natsu (蚊 ～山田家の夏～ lit. "Muỗi: Mùa hè trong nhà Yamada"). Trò chơi được Sony phát hành vào ngày 21 tháng 6 năm 2001 Eidos Interactive phát hành tựa game này ở Bắc Mỹ và hệ PAL vào ngày 13 tháng 3 và 22 tháng 3 năm 2002 dưới nhãn hiệu "Fresh Games". Theo lời Kevin Gill của Eidos, công ty đã chọn phát hành tựa game giống như Mister Mosquito bởi vì chúng thường được gọi là "tính châm biếm" hoặc "kỳ quặc" với lối chơi "rực rỡ" mà nếu như vậy sẽ không được bản địa hóa bên ngoài nước Nhật.

## Đón nhận và di sản
Năm 2008, Game Informer đã xướng danh Mister Mosquito là một trong "Top 10 trò chơi kỳ dị nhất mọi thời đại". Game còn được G4 xếp vào trong danh sách riêng các tựa game kỳ lạ. GamesRadar đã đưa Mister Mosquito vào trong danh sách "Top 7... game rẻ hơn liệu pháp" như là một phương thuốc chữa chứng sợ côn trùng đưa vào trong danh sách "Những con vật bỏ đi đã trở thành những vị anh hùng trong trò chơi điện tử". Người đóng góp Matt Cundy đã tóm lược nét hài hước trong danh sách sau cùng, "Cho rằng loài muỗi đã giết hàng triệu người mỗi năm, chúng ta từng nghĩ rằng một trò chơi đưa người chơi điều khiển kẻ sát nhân khét tiếng như vậy có thể gặp nhiều tranh cãi hơn".
Theo Famitsu, Mister Mosquito  là tựa game thứ năm bán chạy nhất tại Nhật Bản trong tuần phát hành với 41.006 bản được bán ra. Khoảng 160.210 bản đã được bán hết trong nước vào cuối năm 2001. Trò chơi đã được phát hành như là một phần của dòng PlayStation 2 the Best vào năm sau. Doanh thu của Mister Mosquito ở các vùng lãnh thổ khác rõ ràng là nghèo hơn nhiều. Vào ngày 3 tháng 7 năm 2003, phần tiếp theo được gọi là Ka 2: Let's Go Hawaii (蚊2 レッツゴーハワイ) chỉ được phát hành ở Nhật Bản. Phần thứ hai diễn ra ở Hawaii, sau khi gia đình Yamada thắng giải thưởng là chuyến đi nghỉ mát từ một cửa hàng địa phương. Cách chơi thực chất giống với trong Mister Mosquito, nhưng thêm vào một số tính năng mới. Nó cho phép người chơi hút máu từ bất kỳ phần nào trên cơ thể người, chứ không chỉ là các điểm được chỉ định. Các điểm áp lực giờ đây cho phép người chơi hút máu nhiều hơn từ những điểm nhất định. Cuối cùng, một hệ thống điểm thư giãn mới cho phép người chơi có cơ hội trấn an kẻ tấn công nếu đang bị truy đuổi. Năm 2004, tạp chí Official U.S. PlayStation Magazine đã nêu tên của phần tiếp theo là một trong vài tựa game của Nhật Bản và châu Âu mà ấn phẩm này đã được bản địa hoá ở Bắc Mỹ.